# Staré Město (kraj zliński)
Staré Město – miasto w Czechach, w kraju zlinskim, w powiecie Uherské Hradiště. Według danych z 31 grudnia 2003 powierzchnia miasta wynosiła 2 083 ha, a liczba jego mieszkańców 6 742 osób.

## Demografia
| Rok             | 1970  | 1980  | 1991  | 2001  | 2003  |
| --------------- | ----- | ----- | ----- | ----- | ----- |
| Liczba ludności | 6 245 | 6 183 | 6 882 | 6 691 | 6 742 |

Źródło: Czeski Urząd Statystyczny